# Expédition japonaise au Tibet
 (septembre 2010).
Si vous disposez d'ouvrages ou d'articles de référence ou si vous connaissez des sites web de qualité traitant du thème abordé ici, merci de compléter l'article en donnant les références utiles à sa vérifiabilité et en les liant à la section « Notes et références ».
L'expédition japonaise au Tibet était une mission d'espionnage commandée par Jinzō Nomoto (野本甚蔵, Nomoto Jinzō) au Tibet en 1939.

## Contexte
De 1918 à 1922, les Japonais réalisent des déplacements secrets dans le Xinjiang ; des agents de la société de l'Océan noir ont fait des opérations à Hami et dans d'autres villes pour recueillir des informations sur les Soviétiques en Asie Centrale.
Pendant les années 1930, les Services de Renseignements impériaux et l'armée du Guandong (関東軍 kantōgun) envoyèrent des missions au Tibet et au Xinjiang. L'Allemagne a aussi envoyé des expéditions dans la même zone au même moment.

## Expédition
En 1935, Jinzō Nomoto, de Kagoshima, a été envoyé au Mandchoukouo pour y être placé en tant qu'étudiant en langue mongole dans une unité d'espionnage de l'armée du Guandong spécialisée sur l'Asie Centrale.
En mai 1939, pendant la guerre sino-japonaise, Jinzō Nomoto est secrètement entré au Tibet en se déguisant en Mongol et a accompagné un moine tibétain pendant une mission d'espionnage de 18 mois. Il a collecté des informations au sujet de l'état social, de la culture, de la religion et de la politique locale des indigènes par des entrevues personnelles avec les résidents ; il quitte la zone en octobre 1940.
Le général Ma Bufang fit aussi obstruction aux agents japonais qui tentaient de contacter les Tibétains, il a été qualifié d’« adversaire » par un agent japonais.

## Suites
D'autres agents ont continué à effectuer des missions secrètes en rencontrant des chefs de tribus afghans pour organiser des infiltrations, des sabotages et des perturbations en Inde britannique sur la frontière du nord-ouest en prévision d'une invasion japonaise de l'Inde. Plus tard, Jinzō Nomoto a écrit ses mémoires sur l'expérience acquise lors de sa mission tibétaine pendant la guerre sous le titre de Tibet Underground 1939 (« Le dessous du Tibet en 1939 »).

## Source de la traduction
- (en) Cet article est partiellement ou en totalité issu de l’article de Wikipédia en anglais intitulé « 1939 Japanese expedition to Tibet » (voir la liste des auteurs).